# Zamoście (Lędziny)
Zamoście (niem. Zamosc) – część Lędzin położona na zachodzie miasta.
Na terenie obecnego Zamościa do początku XVIII wieku nie było osady. Początkowo istniał most na rzece Mlecznej, a teren ten zwano Mościskami. Razem z powstawaniem osiedli chałupnicznych po 1700 w celu przygotowania nowych terenów pod osadnictwo zaczęto karczowanie lasu za Mościskami. Karczowiska w 1716 nazywano nową kopaniną między młynami, później Zamościska, aż w końcu przyjęła się nazwa Zamoście. W okresie II Rzeczpospolitej (1922–1939) Zamoście wchodziło w skład gminy Lędziny. W latach 1945–1951 Zamoście należało do gminy zbiorowej Lędziny, a w latach 1951–1954 do gminy Hołdunów. W latach 1954–1956 Zamoście wchodziło w skład gromady Lędziny, którą zniesiono 1 stycznia 1956 w związku z nadaniem jej statusu osiedla. W 1966 Lędziny otrzymały prawa miejskie (wówczas Zamoście stało się częścią miasta), a w latach 1975–1991 wchodziły w skład miasta Tychy. Dnia 2 kwietnia 1991 Lędziny odzyskały prawa miejskie, wtedy Zamoście stało się ponownie częścią usamodzielnionych Lędzin.